# Arte autodestrutiva
Arte Autodestrutiva é um termo inventado pelo artista Gustav Metzger no começo da década de 1960 e foi posto em circulação por ele no artigo 'Máquina, Auto-criação e Auto-destruição da Arte' pelo jornal Ark. Em 1959 tinha feito um trabalho pulverizando o ácido em folhas de nylon como um protesto às armas nucleares, o que produziu mudanças na forma de consumo do nylon, um trabalho simultaneamente auto-criativo e auto-destrutivo.
Metzger e, consequentemente, a AAD não se limitavam a críticas a arte mas também a política de mercado da arte. Sua política consistia no financiamento através de dinheiro público e não do privado que interessavam somente no lucro e não na mudança social através da arte como a ADD pretendia.
Em 1966, a AAD organizou o Simpósio da Arte Autodestrutiva em Londres, sem interesse público em financiá-lo, o evento teve recursos voluntários e dos próprios artistas. Mais tarde outro evento foi realizado em Nova Iorque em 1968.
Apresentações:
- Demonstrações de arte explosiva
- Corte de Yoko Ono
- Mutilização de carneiro

## Na internet
- «Fotos de apresentações»